# Yaginumaella stemmleri
Yaginumaella stemmleri is een spinnensoort uit de familie springspinnen (Salticidae). De soort komt voor in Bhutan.